# Norrbomia elephantis
Norrbomia elephantis är en tvåvingeart som beskrevs av Papp 1988. Norrbomia elephantis ingår i släktet Norrbomia och familjen hoppflugor. Inga underarter finns listade i Catalogue of Life.